# Curtea Constituțională a Republicii Italiene
Curtea Constituțională a Republicii Italiene (în italiană Corte costituzionale della Repubblica Italiana) este instanța supremă a Italiei în materie de drept constituțional.

## Istoric
Curtea a fost înființată dupa cel de-al Doilea Război Mondial de către Constituția republicană a Italiei din 1948, însă a devenit operativă abia în 1955, după adoptarea Legii Constituționale nr. 1 din 1953 și a Legii nr. 87 din 1953. Prima ședință a fost ținută în 1956.

## Competențe
Conform articolului 134 din Constituția Italiei, Curtea judecă:
- contestațiile privind legitimitatea constituțională a legilor emise de Stat și Regiuni și, atunci când Curtea declară o lege neconstituțională, legea încetează să aibă efect în ziua următoare publicării hotărârii;
- conflictele care apar din distribuirea puterilor între Stat și Regiuni și între Regiuni;
- acuzațiile aduse Președintelui.

În plus, au fost promulgate câteva legi constituționale pentru a reglementa puterile și funcționarea Curții de-a lungul anilor. Cea mai importantă fiind legea constituțională nr. 1/1953, care, printre altele, extinde puterea de revizuire și aprobare a cererilor de referendum către Curte (Art. 2).
Curtea Constituțională judecă constituționalitatea legilor fără drept de apel, deoarece Curtea este instanța supremă în materie de drept constituțional în Italia.
De la 12 octombrie 2007, când a intrat în vigoare reforma agențiilor de informații italiene aprobată în august 2007, pretextul secretului de stat nu poate fi invocat pentru a refuza accesul la documente de către Curte.

## Componență

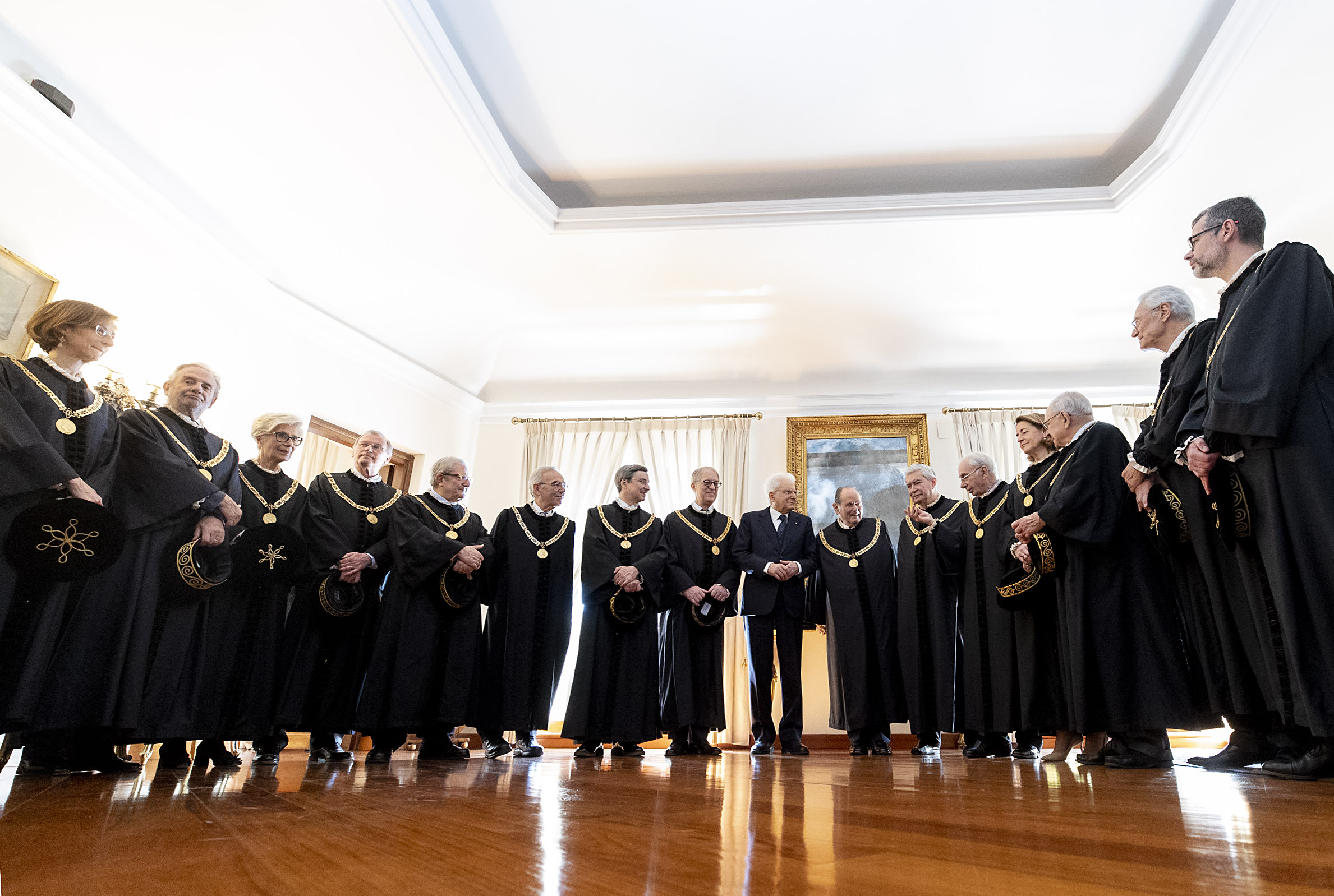
Curtea Constituțională în 2019

Curtea Constituțională este formată din 15 judecători, cu un mandat de 9 ani: 5 numiți de Președintele Italiei, 5 aleși de Parlamentul Italiei și 5 aleși de instanțele supreme ordinare și administrative. Dintre cei aleși de instanțele supreme, 3 sunt aleși de Curtea Supremă de Casare a Italiei (justiția penală și civilă), unul este ales de Curtea de Conturi a Italiei și unul de Consiliul de Stat al Italiei (instanța supremă administrativă). Candidații trebuie să fie avocați cu 20 de ani sau mai mult de experiență, profesori universitari de drept sau (chiar foști) judecători ai tribunalelor administrative, civile și penale supreme. 
Membrii îl aleg pe președintele Curții. Președintele este ales din rândul membrilor prin vot secret, cu majoritate absolută (8 voturi în cazul unui plen complet). Dacă nici o persoană nu obține majoritatea, are loc un al doilea tur între cei doi judecători cu cele mai multe voturi. Președintele Curții numește unul sau mai mulți vicepreședinți care să îl înlocuiască în cazul absenței acestuia din orice motiv.

### Componența actuală
- Giovanni Amoroso (magistrat)
- Francesco Viganò (profesor universitar și avocat)
- Luca Antonini (profesor universitar și avocat)
- Stefano Petitti (magistrat)
- Angelo Buscema (magistrat)
- Emanuela Navarretta (profesor universitar)
- Maria Rosaria San Giorgio (magistrat)
- Filippo Patroni Griffi (magistrat)
- Marco D'Alberti (profesor universitar)
- Giovanni Pitruzzella (profesor universitar și avocat)
- Antonella Sciarrone Alibrandi (profesor universitar)